# Radamer
Radamer − gatunek sera podpuszczkowego, dojrzewającego, produkowanego z mleka krowiego.

## Opis
Ser ma lekko orzechowy, lekko słodki smak. Jest to ser o miękkiej konsystencji, umiarkowanie intensywnej barwie i dużych, owalnych oczkach wielkości czereśni.

## Powstanie
Radamer powstał w 1991 w SM „Spomlek” w Radzyniu Podlaskim przez przypadek, kiedy zagraniczna firma, dostarczająca SM „Spomlek” szczepionki do produkcji sera, przysłała niewłaściwy szczep bakteryjny. Powstały przez przypadek ser został próbnie wprowadzony do sprzedaży, a duże zainteresowanie sprawiło, że kontynuuje się jego produkcję.

## Produkcja
Radamer otrzymuje się z pasteryzowanego mleka krowiego i poddaje procesowi dojrzewania przez okres 4 tygodni.
Radamer jest produkowany wyłącznie przez firmę SPOMLEK.

## Nagrody
- pięciokrotnie złote odznaczenie DLG[4]
- I miejsce Krajowej Oceny Serów, 1995[3]
- Złoty Medal Targów POLAGRA, 1995[3]
- srebrny medal PRODEXPO, 2003[6]
- Kryształowy Globus 2004[6]
- zdobył złoty medal WORLD FOOD, 2004[6]
- Złoty Medal Prodexpo 2008, Moskwa[4]

## Sprzedaż
Sprzedaż miesięczne utrzymuje się na poziomie 400 ton, z tego prawie połowa trafia na eksport, głównie do krajów UE (ok. 10%) i WNP (ok. 30%).